# Матчи сборной Польши по футболу 1931

«Гарбарня» (Краков) стала чемпионом Польши в 1931 году.

В 1931 году сборная Польши провела 5 товарищеских матчей, в которых одержала 2 победы при 3 поражениях. Разница мячей 14:12.
Гол, забитый Генриком Мартыной на 22 минуте матча с югославами, стал сотым голом сборной.
Бомбардиры сборной Польши в 1931 году:
- Мечислав Бальцер[пол.] — 3 гола;
- Кароль Коссок — 2 гола;
- Валериан Киселиньски[пол.] — 2 гола;
- Витольд Выпиёвски[пол.] — 2 гола;
- Адам Кнёла[пол.] — 2 гола;
- Хенрик Рейман — 1 гол;
- Генрик Мартына[пол.] — 1 гол;
- Юзеф Наврот[пол.] — 1 гол.

## Матч № 34
Товарищеский матч
| Польша | 0:4 отчёт (недоступная ссылка) | Чехословакия                                                   |
|        | Голы                           | Ярослав Пелцнер 1′, 53′ · Вацлав Баро 62′ · Олдржих Неедлы 65′ |

| | Составы | | |
| Мариан Фонтович, Юрий Буланов, Ян Котлярчик, Владислав Щепаняк, Юзеф Смочек, Густав Батор, Генрик Мартына, Мариан Шаллер, Юзеф Котлярчик, Юзеф Наврот, Кароль Пазурек |         | Фердинанд Кардош, Ярослав Бургр, Фердинанд Даучик, Франтишек Коленаты, Йосеф Плетиха, Штепан Матей, Ярослав Пелцнер, Франтишек Клоз, Вацлав Баро, Олдржих Неедлы, Карел Чипера | Фердинанд Кардош, Ярослав Бургр, Фердинанд Даучик, Франтишек Коленаты, Йосеф Плетиха, Штепан Матей, Ярослав Пелцнер, Франтишек Клоз, Вацлав Баро, Олдржих Неедлы, Карел Чипера |

## Матч № 35
Товарищеский матч
| Латвия | 0:5 отчёт (недоступная ссылка) | Польша                                                                      |
|        | Голы                           | Кароль Коссок 21′, 33′ · Валериан Киселиньский 37′, 40′ · Хенрик Рейман 83′ |

| | Составы  | | |
| Арвидс Юргенс , Вальдемарс Гравелис, Альфонс Новицкис, Рудольфс Кронлакс, Янис Лидманис, Юрис Скадинс, Александрас Приеде, Николайс Воскобойниковс, Альфредс Вернерс, Фердинандс Нейбергс, Вольдемарс Зинс |          | Спиридон Албаньский, Эмиль Скрынкович, Юрий Буланов, Юзеф Котлярчик, Ян Котлярчик, Бронислав Маковский, Владислав Щепаняк, Кароль Коссок, Хенрик Рейман, Мечислав Бальцер, Валериан Киселиньский | Спиридон Албаньский, Эмиль Скрынкович, Юрий Буланов, Юзеф Котлярчик, Ян Котлярчик, Бронислав Маковский, Владислав Щепаняк, Кароль Коссок, Хенрик Рейман, Мечислав Бальцер, Валериан Киселиньский |
| Рудольфс Кундратс | Запасные | Симплициус Звержевский | Симплициус Звержевский |

## Матч № 36
Товарищеский матч
| Польша                                   | 2:3 отчёт (недоступная ссылка) | Румыния                                  |
| Юзеф Наврот 80′ · Витольд Выпиёвский 87′ | Голы                           | Гратиан Сепи 1′, 78′ · Элимер Коцсис 29′ |

| | Составы  | | |
| Максимилиан Козмин, Юзеф Цишевски, Генрик Мартына, Юрий Буланов, Юзеф Котлярчик, Ян Бадура, Владислав Щепаняк, Кароль Коссок, Витольд Выпиёвский, Ян Котлярчик, Юзеф Наврот |          | Александру Шатмары, Рудольф Бюргер, Георге Альбу, Петре Штейнбах, Георге Цёлац, Николае Ковач, Гратиан Сепи, Лулю Бодола, Элимер Коцсис, Лулю Борбил | Александру Шатмары, Рудольф Бюргер, Георге Альбу, Петре Штейнбах, Георге Цёлац, Николае Ковач, Гратиан Сепи, Лулю Бодола, Элимер Коцсис, Лулю Борбил |
| Спиридон Албаньский , Теодор Петерек 45', Францишек Цебуляк 45' | Запасные | Андрей Гланцманн , Франциск Ронай | Андрей Гланцманн , Франциск Ронай |

## Матч № 37
Товарищеский матч
| Бельгия                                   | 2:1 отчёт (недоступная ссылка) | Польша                 |
| Огюст Хеллеманс 9′ · Бернард Воорхооф 50′ | Голы                           | Витольд Выпиёвский 76′ |

| | Составы  | | |
| Роберт Брает, Теодор Нувенс, Николас Хойдонкс, Шарль Симонс, Густав Хеллеманс, Жан де Клерк, Луис Версийп, Бернард Воорхооф, Огюст Хеллеманс, Жозеф ван Беек, Феликс ван Кампенхоут |          | Мариан Фонтович, Генрик Мартына, Юрий Буланов, Юзеф Котлярчик, Александр Мысяк, Кароль Коссок, Юзеф Наврот, Кароль Пазурек, Витольд Выпиёвский, Владислав Щепаняк, Францишек Вилчкевич | Мариан Фонтович, Генрик Мартына, Юрий Буланов, Юзеф Котлярчик, Александр Мысяк, Кароль Коссок, Юзеф Наврот, Кароль Пазурек, Витольд Выпиёвский, Владислав Щепаняк, Францишек Вилчкевич |
| | Запасные | Отто Рейснер 45' | Отто Рейснер 45' |

## Матч № 38
Товарищеский матч
| Польша                                                                   | 6:3 отчёт (недоступная ссылка) | Югославия  |
| Мечислав Бальцер 4′, 12′, 51′ · Генрик Мартына 22′ · Адам Кнёла 26′, 40′ | Голы                           | нет данных |

| | Составы |            |            |
| Мариан Фонтович, Юзеф Цишевски, Генрик Мартына, Юрий Буланов, Юзеф Котлярчик, Александр Мысяк, Ян Котлярчик, Юзеф Наврот, Мечислав Бальцер, Адам Кнёла, Отто Рейснер |         | нет данных | нет данных |